# 横浜市立中川中学校
横浜市立中川中学校（よこはましりつ なかがわちゅうがっこう）は、神奈川県横浜市都筑区大棚町240にある市立の中学校。

## 沿革
- 1947年（昭和22年） - 開校
- 2013年（平成25年）8月6日 - 第62回神奈川県吹奏楽コンクール神奈川県大会で金賞を受賞[1]
- 2021年（令和3年）7月15日 - 神奈川県中学高軟式野球大会優勝
- 2021年（令和3年）8月16日 -  全国中学校軟式野球大会ベスト8

## 行事
- 文化祭
- 体育祭

## 主な進学高校
2005年度（平成17年度）の学区撤廃以前は『横浜北部学区』に属していた。進学先公立高等学校としては、横浜市営地下鉄グリーンライン沿線を含む旧学区立地の高校およびブルーライン沿線の各校が想定される。
《旧横浜北部学区》
- 神奈川県立市ケ尾高等学校
- 神奈川県立荏田高等学校
- 神奈川県立川和高等学校
- 神奈川県立霧が丘高等学校
- 神奈川県立新栄高等学校
- 神奈川県立田奈高等学校
- 神奈川県立白山高等学校
- 神奈川県立元石川高等学校

《横浜市営地下鉄ブルーライン沿線》（旧横浜東部学区まで）
- 神奈川県立岸根高等学校
- 神奈川県立港北高等学校
- 神奈川県立城郷高等学校
- 神奈川県立新羽高等学校
- 神奈川県立横浜翠嵐高等学校